# Совєтське (Ядринський район)
Совє́тське (рос. Советское, чув. Советски) — село у Чувашії Російської Федерації, адміністративний центр Совєтського сільського поселення Ядринського району.
Населення — 413 осіб (2010; 554 в 2002, 675 в 1979, 401 в 1939, 397 в 1926, 313 в 1897, 215 в 1858, 1057 в 1795). У національному розрізі у селі мешкають чуваші та росіяни.

## Історія
Історичні назви — Нікольське Шуматово, Успенське Шуматово, до 17 березня 1939 року — Шуматово. До 1724 року селяни мали статус ясачних, до 1866 року — державних, займались землеробством, тваринництвом, бджільництвом. Діяв храм Успіння Пресвятої Богородиці з приділом Святителя Миколая Чудотворця (18 століття-1935). 1843 року відкрито сільське парафіяльне училище, з 1877 року — земська школа, з 1 жовтня 1889 року церковнопарафіяльна школа. З 1 січня 1896 року у селі діяла лікарня. На початку 20 століття діяли різні майстерні, вівся видобуток вапняку, глини та каміння, у 1920-ті роки діяв телеграф, дільнична лікарня, ветеринарно-фельдшерський пункт, початкова школа, бібліотека, 24 травня 1926 року відкрито сільськогосподарське товариство «Шуматовське». 1929 року створено колгосп «Ударник». До 1927 року село входило до складу Шуматовської сотні, потім Шуматовської волості Курмиського повіту, пізніше Ядринського повіту (волосний центр з 19 століття до 1927 року). Після переходу 1927 року на райони — у складі Ядринського району, з 1939 по 1956 роки село було центром Совєтського району, після ліквідації якого повернуто до складу Ядринського району.

## Господарство
У селі діють школа, дитячий садок, офіс лікаря загальної практики, лікарня, 2 аптеки, клуб, бібліотека, стадіон, пошта та відділення банку, 3 магазини, їдальня, церква (з 1999 року).